# Hermanovce
Hermanovce jsou obec na Slovensku v okrese Prešov. Žije zde přibližně 1 700 obyvatel. První písemná zmínka o obci pochází z roku 1320. Obec leží v úzkém údolí potoka Hermanky.
Od 17. prosince 1957 až do 11. února 1983 byl správcem zdejší fary kněz a středoškolský profesor Štefan Hlaváč.